# The Rolling Stones, Now!
The Rolling Stones, Now! ist das dritte in den USA veröffentlichte Studioalbum der Rolling Stones. Es wurde am 13. Februar 1965 bei London Records veröffentlicht. Mit Ausnahme von Mona (I Need You Baby), aufgenommen am 3. Januar 1964, entstanden die Lieder in der Zeit von Juni bis November 1964.

## Albuminhalt
Das Album enthält sieben Lieder vom zweiten Album der Band, The Rolling Stones No. 2, am 15. Januar 1965 in Großbritannien veröffentlicht, sowie zwei Lieder, die auf der britischen Fassung vom nächsten Album der Stones, dem am 24. September 1965 veröffentlichten Out of Our Heads enthalten sein würden. Außerdem befindet sich auf der Zusammenstellung die Single Little Red Rooster, in England ein Nr.-1-Hit.
The Rolling Stones, Now! folgt dem bewährten Konzept von The Rolling Stones, dem sehr erfolgreichen Debütalbum von 1964; das Songmaterial besteht aus acht Rhythm-and-Blues-Coverversionen sowie vier Eigenkompositionen, die das Potential, die Ambitionen und das mittlerweile gewonnene Selbstvertrauen des jungen Songschreiber-Duos Mick Jagger und Keith Richards zeigen.
Die Vorderseite des Albumcovers zeigt neun Schwarz-Weiß-Porträtfotos des britischen Fotografen David Bailey, auf denen die fünf Bandmitglieder abgebildet sind. Eine auf der Rückseite der Hülle abgedruckte zynische Äußerung von Band-Manager Andrew Loog Oldham sorgte für Empörung in der Presse: Oldham empfiehlt darin, bei Geldmangel einen Blinden auszurauben, um sich das Album kaufen zu können. Die Band distanzierte sich von Oldhams Äußerung.
The Rolling Stones, Now! gilt als sehr stimmiges und stilistisch geschlossenes Album und mit als die beste rein amerikanische Veröffentlichung der Band. Das Album erreichte Platz 5 der amerikanischen Charts, wo es sich für 29 Wochen halten konnte. Das amerikanische Musikmagazin Rolling Stone führt The Rolling Stones, Now! auf Platz 181 seiner Liste der 500 besten Alben aller Zeiten.

## Titelliste

### Seite 1
1. Everybody Needs Somebody to Love (Bert Russell/Solomon Burke/Jerry Wexler) – 2:58
Auf The Rolling Stones No. 2 in einer zwei Minuten längeren Fassung veröffentlicht.
2. Down Home Girl (Jerry Leiber/Arthur Butler) – 4:12
Auch auf The Rolling Stones No. 2 enthalten.
3. You Can’t Catch Me (Chuck Berry) – 3:39
Auch auf The Rolling Stones No. 2 enthalten.
4. Heart of Stone (Jagger/Richards) – 2:49
Am 19. Dezember 1964 in den USA als Single veröffentlicht; in England auf dem folgenden Album Out of Our Heads.
5. What a Shame (Jagger/Richards) – 3:05
Am 19. Dezember 1964 als B-Seite der Single Heart of Stone veröffentlicht. Auch auf The Rolling Stones No. 2 enthalten.
6. Mona (I Need You Baby) (Ellas McDaniel) – 3:35
Erstmals veröffentlicht auf The Rolling Stones, dem Debütalbum der Rolling Stones und dort auf der amerikanischen Fassung mit dem Titel England’s Newest Hit Makers ersetzt durch Not Fade Away.

### Seite 2
1. Down the Road Apiece (Don Raye) – 2:55
Auch auf The Rolling Stones No. 2 enthalten.
2. Off the Hook (Jagger/Richards) – 2:34
Am 13. November 1964 als B-Seite der Single Little Red Rooster veröffentlicht. Auch auf The Rolling Stones No. 2 enthalten.
3. Pain in My Heart (Naomi Neville) – 2:12
Auch auf The Rolling Stones No. 2 enthalten.
4. Oh Baby (We Got a Good Thing Goin’) (Barbara Lynn Ozen) – 2:08
In England auf dem folgenden Album Out of Our Heads veröffentlicht.
5. Little Red Rooster (Willie Dixon) – 3:05
Am 13. November 1964 als Single veröffentlicht
6. Surprise, Surprise (Jagger/Richards) – 2:31
Aufgenommen im November 1964. In England erstmals 1971 als B-Seite der wieder aufgelegten Single Street Fighting Man veröffentlicht; dieses Lied war 1968 nur in den USA als Single veröffentlicht worden.

## Gastmusiker
Jack Nitzsche spielt auf Down Home Girl Piano sowie auf Pain in My Heart auf einem elektrischen Spielzeugklavier, dem sogenannten „Nitzsche-phone“. Ian Stewart erscheint als Pianist auf Everybody Needs Somebody to Love und auf What a Shame und spielt außerdem bei mehreren Liedern Tamburin.